# Comté de Smith (Kansas)
Pour les articles homonymes, voir Comté de Smith et Smith.
Le comté de Smith est l’un des 105 comtés de l’État du Kansas, aux États-Unis. Il a été fondé en 1872. Son siège est Smith Center, qui est également sa plus grande ville. Selon le recensement de 2000, la population du comté est de 4 536 habitants. 

## Géographie
Le comté a une superficie de 2 322 km², dont 2 319 km² en surfaces terrestres. 

### Géolocalisation
| Comté de Franklin (Nebraska) |                 | Comté de Webster (Nebraska) |
| Comté de Phillips            | Comté de Smith  | Comté de Jewell             |
| Comté de Rooks               | Comté d'Osborne |                             |